# 第一代索美塞特子爵湯瑪士·索美塞特
湯瑪士·索美塞特（Thomas Somerset，？—1651年）是第一代索美塞特子爵，也是英格蘭下議院議員，1626年時被封為愛爾蘭貴族之一。他是第四代伍思特伯爵愛德華·索美塞特的三子。
1601年，索美塞特被選為蒙矛斯郡選區的國會議員；1604年8月7日進入格雷律師學院，同年再度參選議員獲勝，連任至到1611年為止。他在1605年1月5日成為巴斯騎士團屬下騎士之一，1626年受封為愛爾蘭貴族中的索美塞特子爵。
湯瑪士·索美塞特死於1651年，「索美塞特子爵」名銜也跟著廢除，無人繼承。